# ميتش بوث
ميتش بوث (بالإنجليزية: Mitch Booth)‏ هو متسابق يخت أسترالي، ولد في 4 يناير 1963 في سيدني في أستراليا.

## وصلات خارجية
- ميتش بوث على موقع الاتحاد الدولي للملاحة الشراعية (موقع جديد) (الإنجليزية)
- ميتش بوث على موقع الاتحاد الدولي للملاحة الشراعية (موقع قديم) (الإنجليزية)
- ميتش بوث على موقع اللجنة الأولمبية الدولية (الإنجليزية)
- ميتش بوث على موقع أوليمبيديا (الإنجليزية)
- ميتش بوث على موقع اللجنة الأولمبية الأسترالية (الإنجليزية)